# Pavlov (ort i Tjeckien, Vysočina, lat 49,70, long 15,33)
Pavlov är en ort i Tjeckien.   Den ligger i regionen Vysočina, i den centrala delen av landet, 80 km sydost om huvudstaden Prag. Pavlov ligger 462 meter över havet och antalet invånare är 126.
Terrängen runt Pavlov är platt åt nordost, men åt sydväst är den kuperad. Runt Pavlov är det ganska tätbefolkat, med 83 invånare per kvadratkilometer. Närmaste större samhälle är Ledeč nad Sázavou, 4,0 km väster om Pavlov. I omgivningarna runt Pavlov växer i huvudsak blandskog.